# نوزان (مشهد ميقان)
نوزان (بالفارسية: نوازن) هي قرية تقع في إيران في قسم مشهد میقان الريفي. يقدر عدد سكانها بـ 215 نسمة بحسب إحصاء 2016.